# O Happy Day (1970)
O Happy Day ist ein deutscher Spielfilm aus dem Jahre 1970 von Zbyněk Brynych mit Anne-Marie Kuster in der Rolle eines jungen Mädchens, deren reifende Sexualität sie zu einer erwachsenen Frau werden lässt. Umrahmt wird der Teenager von etablierten Stars des deutschen Films wie Nadja Tiller, Karl-Michael Vogler, Hanne Wieder und Siegfried Rauch.

## Handlung
Anna ist eine lebenslustige, aufgeweckte Münchnerin, 17 Jahre jung und wissbegierig gegenüber allem, was mit ihrer reifenden Sexualität zu tun hat. Im Lateinunterricht der Ordensschwester in der Klosterschule gilt ihr einziger Gedanke der für sie wesentlich wichtigeren Frage, „ob Nonnen eigentlich richtige Frauen sind“. Nach dem Unterricht lässt sich Anna vom familieneigenen Chauffeur nach Hause fahren. Die gute Laune und Lebensfreude ist ihr ins Gesicht geschrieben, denn während der Fahrt, in der sie mit dem in den Rückspiegel blickenden Chauffeur offensichtlich flirtet, erklingt das berühmte Gospel-Lied Oh Happy Day.
Anna ist aus gutem Hause, ihr Vater ein vielbeschäftigter Bauunternehmer, ihre Mutter ebenso luxusliebend wie distanziert. Sie macht den Eindruck als seien ihr eigenes Aussehen und ihre Yogaübungen wichtiger als die eigene Tochter. Alles läuft eigentlich in geordneten Bahnen, und dennoch ist der Teenager durcheinander: nicht mehr ganz Mädchen und noch nicht ganz Frau. Annas um einige Jahre älterer Freund Robert, ein Schönling wie er im Buche steht, weckt sexuelles Begehren in ihr, die jedoch nicht erfüllt werden. Er wirkt seltsam gehemmt und zurückhaltend, nimmt sie zu Spielen des FC Bayern München mit, fühlt sich aber überfordert, wenn sie mit ihm über ihre Bedürfnisse reden will. Alles schwirrt in Annas Kopf, und viele Dinge verwirren sie. In einer Traumsequenz kommt ihr sogar der Chauffeur sehr nah: Lüstern, verlangend, sie berührend. All das, was sich Robert (noch) nicht traut – begehrend und bedrohlich zugleich.
Die Eltern sind auch keine große Hilfe. Die Tochter soll in erster Linie funktionieren und keine Probleme bereiten. Anstatt Gespräche zu führen, wird lieber mit Geld um sich geworfen. Fassade ist alles. Als der potenzielle Geschäftspartner Siemsen eingeladen wird, muss Töchterchen Anna erneut funktionieren und mithelfen, die Illusion einer heilen, intakten Familie aufrechtzuerhalten. Zur Rebellion taugt allenfalls ihr Mädchenzimmer, das mit seinen Exponaten psychedelischer Pop Art wie ein Kontrastprogramm, ein Gegenentwurf zur wohlanständigen Spießigkeit der elterlichen Lebenswelt wirkt. Nach einer nächtlichen Odyssee, bei der es sie in eine Hippiekommune verschlägt, die sich auf einer der Baustellen ihres Vaters breitgemacht hat, landet sie prompt auf einer Polizeiwache. Die anschließende Aussprache mit den Eltern führt ebenso wenig zu etwas sinnstiftendem wie die erste gemeinsame Sexnacht mit Freund Robert im Bett eines Hotelzimmers. Am Ende ist Anna zwar reifer und erwachsener geworden, doch wohin ihr Lebensweg führen wird, weiß sie noch immer nicht.

## Produktionsnotizen
O Happy Day, gelegentliche Schreibweise, dem berühmten Lied angepasst, auch Oh Happy Day, war Brynychs erster im Westen entstandener Kinofilm nach seiner Flucht aus der Tschechoslowakei. Er arbeitete hier mit zu dieser Zeit modischen Regie-Gimmicks (entfesselte Kameraführung, psychedelische Lichteffekte und ähnlichem). Der Film entstand im Frühjahr 1970 in München.
Nachdem die Mehrheit des Arbeitsausschusses der FSK den Film freigegeben hatte, legte die überstimmte Minderheit Berufung beim Hauptausschuss ein. Doch auch dieser war mehrheitlich der Auffassung, dass der Film zwar heikle Themen anspreche, insgesamt sei jedoch die „Problematik sich unverstanden fühlender Heranwachsender wirklichkeitsnah“ getroffen. Auch die Andeutung intimer Szenen zwischen der Sechzehnjährigen und ihrem Freund seien bei „dem allseits bekannten heutigen Aufklärungsstand der Jugendlichen“ unproblematisch. Die Uraufführung erfolgte am 31. Juli 1970.
Der Film wurde auch auf Videokassette herausgebracht und erhielt den ebenso spekulativen wie reißerischen (und vor allem weitgehend unzutreffenden) Neu-Titel Heisse Teens aus gutem Hause.

## Kritik
„Modisch-schicker ‚Jugendproblemfilm‘, zum Davonlaufen langweilig.“